# داویت وارطانیان
داویت مانوکی وارطانیان (ارمنی: Դավիթ Մանուկի Վարդանյան؛ زادهٔ ۱۲ فوریهٔ ۱۹۵۰) یک سیاستمدار و فیزیکدان اهل ارمنستان است که از تاریخ ۲۸ فوریه ۲۰۰۰ تا تاریخ ۱۵ آوریل ۲۰۰۳ در دولت آندرانیک مارگاریان سمت وزارت ارمنستان را برعهده داشت.

## زندگی‌نامه
در ۱۲ فوریه ۱۹۵۰ در ایروان به دنیا آمد و از دانشگاه دولتی ایروان فارغ‌التحصیل شد.  وی در ۲۷ مه ۲۰۲۲ در سن ۷۲ سالگی درگذشت.

## یادداشت
1. ↑  Պետական գույքի կառավարման նախարար/Minister of State Property Management of Armenia